# Tre montagne di Dewa
Le Tre montagne di Dewa (出羽三山?, Dewa Sanzan) sono le tre montagne Haguro (羽黒山?, Haguro-san),  Gassan (月山?, Gassan) e Yudono (湯殿山?, Yudono-san), situate nell'antica provincia di Dewa, oggi prefettura di Yamagata in Giappone. Sacre allo Shintoismo e specialmente al culto ascetico dello Shugendō, le Tre Montagne sono un luogo di pellegrinaggio molto visitato, anche dal famoso poeta haiku Matsuo Bashō.
La pagoda sul Monte Haguro è un tesoro nazionale giapponese.